# Фалендар
Фалендар (њем. Vallendar) град је у њемачкој савезној држави Рајна-Палатинат. Једно је од 86 општинских средишта округа Мајен-Кобленц. Према процјени из 2010. у граду је живјело 8.463 становника. Посједује регионалну шифру (AGS) 7137226.

## Географски и демографски подаци
Фалендар се налази у савезној држави Рајна-Палатинат у округу Мајен-Кобленц. Град се налази на надморској висини од 99 метара. Површина општине износи 13,2 km². У самом граду је, према процјени из 2010. године, живјело 8.463 становника. Просјечна густина становништва износи 640 становника/km².

## Међународна сарадња
| Мјесто       | Држава               | Врста сарадње | Од    |
| ------------ | -------------------- | ------------- | ----- |
|              | Француска            | партнерство   | 1972. |
|              | Пољска               | контакт       | 2000. |
| Кранли       | Уједињено Краљевство | партнерство   | 1985. |
| Серси ла Тур | Француска            | партнерство   | 1977. |
| Извор        |                      |               |       |